# Пам'ятки культурної спадщини Нагірянської громади
У статті наведений перелік об'єктів культурної спадщини Нагірянської громади Чортківського району Тернопільської области України.

## Пам'ятки археології
| №  | Назва                             | Дата | Адреса | Охоронний номер | Документ про взяття на облік                                                       |
| -- | --------------------------------- | --- | --- | --------------- | ---------------------------------------------------------------------------------- |
| 1  | Поселення Заболотівка І           | комарівсько-тшинецька культура (XVI – ХІІ ст. до н. е.), культура Ґава-Голігради (XII-IX ст. до н. е.) черняхівська культура (ІІІ- IV ст. н. е.)                                                                       | с. Заболотівка, східні околиці села, на території господарських дворів | 1821            | Наказ управління культури обласної державної адміністрації від 09.02.2012 № 14     |
| 2  | Городище Капустинці І             | давньоруський час (ХІІ-ХІІІ ст. ) | с. Капустинці, урочище “Довгий вал”, мисоподібний вигін лівого берегу р. Серет та правого берега струмка, що впадає у Серет, 1,2 км на південний схід від господарського двору та поселення Капустинці IV | 2894            | Наказ управління культури обласної державної адміністрації від 18.10.2005 № 112    |
| 3  | Поселення Капустинці ІІ           | черняхівська культура (ІІІ- IV ст. н. е.) | с. Капустинці, лівий берег р. Серет, поряд з давньоруським городищем | 2892            | Наказ управління культури обласної державної адміністрації від 18.10.2005 № 112    |
| 4  | Поселення Капустинці ІІІ          | трипільська культура (IV—кінець ІІІ тис. до н. е.) | с. Капустинці, урочище “Круглий вал”, лівий берег р. Серет | 2893            | Наказ управління культури обласної державної адміністрації від 18.10.2005 № 112    |
| 5  | Поселення Капустинці IV           | черняхівська культура (ІІІ- IV ст. н. е.) | с. Капустинці, південно-східні околиці села, пологі схили лівого берега р. Серет | 1817            | Наказ управління культури обласної державної адміністрації від 09.02.2012 № 14     |
| 6  | Поселення Мухавка І               | черняхівська культура (ІІІ- IV ст. н. е.) | с. Мухавка, правий берег р. Тупа, на південь від села | 2901            | Наказ управління культури обласної державної адміністрації від 18.10.2005 № 112    |
| 7  | Поселення Мухавка ІІ              | черняхівська культура (ІІІ- IV ст. н. е.) | с. Мухавка, 1 км на південь від села, південна і південно-західна частина мисоподібного виступу | 1551            | Наказ управління культури обласної державної адміністрації від 27.01.2010 № 16     |
| 8  | Могильник ґрунтовий Мухавка ІІІ   | давньоруський час (Х-ХІІІ ст.) | с. Мухавка, 7-е поле колишнього Ягільницького радгоспу | 2902            | Наказ управління культури обласної державної адміністрації від 18.10.2005 № 112    |
| 9  | Поселення Нагірянка І             | черняхівська культура (ІІІ- IV ст. н. е.); давньоруський час (ХІІ – ХІІІ ст.) | с. Нагірянка, 1,5 км на південь від південних околиць села, на правому березі ставу | 1489            | Наказ управління культури обласної державної адміністрації від 27.01.2010 № 16     |
| 10 | Поселення Нагірянка ІІ            | черняхівська культура (ІІІ- IV ст. н. е.); давньоруський час (ХІІ – ХІІІ ст.) | с. Нагірянка, 3 км на захід від західних околиць села, на мисі, утвореному правим берегом безіменного струмка (права притока р. Тупа) та правим берегом струмка                                           | 1686            | Наказ управління культури обласної державної адміністрації від 27.01.2010 № 16     |
| 11 | Могильник грунтовий Нагірянка ІІІ | комарівсько-тшинецька культура (XVI – ХІІ ст. до н. е.) | с. Нагірянка, урочище “Шибиниця” с. Нагірянка, урочище “Шибиниця”, південно-східні околиці села, біля старої ферми та сміттєзвалища                                                                       | 2903            | Наказ управління культури обласної державної адміністрації від 18.10.2005 № 112    |
| 12 | Поселення Нагірянка IV            | енеоліт (IV – кін. ІІІ тис. до н.е.), епоха бронзи – ранньозалізний вік (ІІ – І тис. до н.е.), комарівська культура (XVI – ХІІ ст. до н. е.), давньоруська культура (ХІІ-ХІІІ ст.), пізнє середньовіччя (XVI-XVII ст.) | с. Нагірянка, центральна частина села, територія замку та прилеглої до нього території, високий правий берег р. Черкаска                                                                                  | 4386-Тр         | Наказ Міністерства культури України від 23.01.2012 № 51                            |
| 13 | Поселення Нагірянка V             | давньоруська культура (ХІІ – ХІІІ ст.) | с. Нагірянка, вул. Садова, 1, центральна частина села | 1899            | Наказ управління культури обласної державної адміністрації від 29.10.2012 № 149    |
| 14 | Поселення Сосулівка І             | трипільська культура (IV-кінець ІІІ тис. до н. е.) | с. Сосулівка, урочище Качурова Гора | 2906            | Рішення виконкому Тернопільської обласної ради від 14.07.1989 № 162                |
| 15 | Курганна группа Сосулівка ІІ      | епоха бронзи – ранньозалізний вік (ІІ-І тис. до н.е.); | с. Сосулівка, східні околиці села на високому плато, на лівому березі р. Серет, із заходу, півночі та сходу до поселення примикає ліс, що росте на схилах берега.                                         | 2072            | Наказ управління культури обласної державної адміністрації від 09.09.2016 № 121-од |
| 16 | Поселення Улашківці І             | епоха бронзи - ранній залізний вік (ІІ – І тис. до н. е.) | с. Улашківці, 1,5 км на північний захід від околиць села, правий берег безіменного струмка, правої притоки р. Серет                                                                                       | 1696            | Наказ управління культури обласної державної адміністрації від 27.01.2010 № 16     |
| 17 | Поселення Улашківці ІІ            | трипільська культура (IV-кінець ІІІ тис. до н.е.) | с. Улашківці, урочище “Низька гора та Висока гора”, на північний схід від села | 2907            | Наказ управління культури обласної державної адміністрації від 18.10.2005 № 112    |
| 18 | Курган Улашківці ІІІ              | ранній залізний вік (І тис. до н. е.) | с. Улашківці, на північний схід від села, вище господарського двору | 2909            | Наказ управління культури обласної державної адміністрації від 18.10.2005 № 112    |
| 19 | Поселення Улашківці IV            | трипільська культура (IV-кінець ІІІ тис. до н.е.) , голіградська культура (ХІ-VII ст. до н. е.); черняхівська культура (ІІІ- IV ст. н. е.), давньоруська культура (Х-ХІІІ ст.)                                         | с. Улашківці, урочище “Шмельків горб”, 1,5 км на північний захід від околиць села, правий берег безіменного струмка, правої притоки р. Серет, на горбі, вище по рельєфу від поселення Улашківці І         | 2908            | Наказ управління культури обласної державної адміністрації від 18.10.2005 № 112    |
| 20 | Поселення Улашківці V             | липицька культура (ранньоримський час) (І – ІІ ст.) | С. Улашківці, північна околиця села на 1-й надзаплавній терасі правого берега р. Серет. Зліва від дороги в с. Сосулівка.                                                                                  | 1859            | Наказ управління культури обласної державної адміністрації від 05.04.2012 № 42     |
| 21 | Поселення Шульганівка І           | давньоруський час (ХІІ – ХІІІ ст.) | с. Шульганівка, 8 км на захід від околиць села, правий берег ставу на р. Тупа | 1702            | Наказ управління культури обласної державної адміністрації від 27.01.2010 № 16     |
| 22 | Поселення Шульганівка ІІ          | ранньозалізний час (І тис. до н. е.), пізня фаза райковецької культури (ІХ ст.), давньоруський час (ХІІ – ХІІІ ст.) | с. Шульганівка, 8 км на захід від села, лівий берег ставу на р. Тупа | 1703            | Наказ управління культури обласної державної адміністрації від 27.01.2010 № 16     |
| 23 | Поселення Шульганівка ІІІ         | епоха бронзи – ранньозалізний час (ІІ -- І тис. до н. е.); давньоруська культура (ХІІ – ХІІІ ст.) | с. Шульганівка, північні околиці села по правому березі р. Черкаска, вул. Молодіжна | 1887            | Наказ управління культури обласної державної адміністрації від 29.10.2012 № 149    |
| 24 | Поселення Ягільниця І             | трипільська культура (IV-кінець ІІІ тис. до н.е.), ранньозалізний час (І тис. до н. е.) | с. Ягільниця, північно-східні околиці села, в полі на мисі, при впадінні струмка у річку Білявину, по правому березі річки та струмка                                                                     | 1831            | Наказ управління культури обласної державної адміністрації від 09.02.2012 № 14     |
| 25 | Поселення Ягільниця ІІ            | ранньозалізний час (І тис. до н. е.) | с. Ягільниця, вул. Лісова. Північно-східні околиці села, на привершинній частині пагорба | 1871            | Наказ управління культури обласної державної адміністрації від 26.06.2012 № 97     |

## Пам'ятки архітектури
| №   | Назва                              | Дата          | Адреса         | Охоронний номер | Документ про взяття на облік                              |
| --- | ---------------------------------- | ------------- | -------------- | --------------- | --------------------------------------------------------- |
| 1.  | Дзвіниця (мур.)                    | XVIII ст.     | с. Долина      | 210             | рішення Тернопільської ОВК від 05.12.1986р. № 343         |
| 2.  | Церква Архістратига Михаїла (мур.) | XVIII ст.     | с. Долина      | 211             | рішення Тернопільської ОВК від 05.12.1986р. № 343         |
| 3.  | Троїцький костел (мур.)            | 1611-1634 рр. | с. Долина      | 682             | постанова Ради Міністрів УРСР від 24 серпня 1963 р. № 970 |
| 4.  | Замок (мур.)                       | XVII ст.      | с. Долина      | 683             | постанова Ради Міністрів УРСР від 24 серпня 1963 р. № 970 |
| 5.  | Церква Святої Трійці (дер.)        | 1646          | с. Заболотівка | 1758            | рішення Тернопільського ОВК від 31.03.1992 р. № 30        |
| 6.  | Церква св. Миколи (дер.)           | 1672-1782 рр. | с. Нагірянка   | 691/1           | постанова Ради Міністрів УРСР від 24 серпня 1963 р. № 970 |
| 7.  | Дзвіниця церкви св. Миколи (дер.)  | XVIII ст.     | с. Нагірянка   | 681/2           | постанова Ради Міністрів УРСР від 24 серпня 1963 р. № 970 |
| 8.  | Церква св. Іоанна (мур.)           | початокХХ ст. | с. Улашківці   | 1755/1          | рішення Тернопільського ОВК від 31.03.1992 р. № 30        |
| 9.  | Дзвіниця церкви св. Іоанна (мур.)  | XVII ст.      | с. Улашківці   | 1755/2          | рішення Тернопільського ОВК від 31.03.1992 р. № 30        |
| 10. | Костел (мур.)                      | XVII ст.      | с. Ягільниця   | 1757            | рішення Тернопільського ОВК від 31.03.1992 р. № 30        |
| 11. | Замок (мур.)                       | 1654 р.       | с. Ягільниця   | 2143            | рішення Тернопільського ОВК від 31.03.1992 р. № 30        |

## Пам'ятки історії
| № | Назва                                                                                     | Дата    | Адреса                       | Охоронний номер | Документ про взяття на облік                                                                        |
| - | ----------------------------------------------------------------------------------------- | ------- | ---------------------------- | --------------- | --------------------------------------------------------------------------------------------------- |
| 1 | Пам’ятний знак воїнам-землякам, які загинули в роки Другої світової війни                 | 1969 р. | с. Мухавка                   | 608             | Рішення виконкому Тернопільської обласної ради від 22.03.1971 р. № 147                              |
| 2 | Пам’ятний знак воїнам-землякам, які загинули в роки Другої світової війни                 | 1971 р. | с. Нагірянка                 | 609             | Рішення виконкому Тернопільської обласної ради від 22.03.1971 р. № 147                              |
| 3 | Пам’ятний знак воїнам-землякам, які загинули в роки Другої світової війни                 | 1967 р. | с. Сосулівка                 | 614             | Рішення виконкому Тернопільської обласної ради від 22.03.1971 р. № 147                              |
| 4 | Пам’ятний знак воїнам-землякам, які загинули в роки Другої світової війни                 | 1980 р. | с. Улашківці                 | 867             | Рішення виконкому Тернопільської обласної ради від 25.01.1982 р. № 34                               |
| 5 | Пам’ятний знак хорунжому Українських Січових стрільців, поету і художнику Назараку Юліану | 2014 р. | с. Черкавщина, вул. Надрічна | 3331            | Наказ управління культури Тернопільської обласної державної адміністрації від 09.03.2017 р. № 34-од |
| 6 | Пам’ятний знак воїнам-землякам, які загинули в роки Другої світової війни                 | 1975 р. | с. Шульганівка               | 822             | Рішення виконкому Тернопільської обласної ради від 12.06.1978 р. № 286                              |
| 7 | Пам’ятний знак жертвам фашистських розстрілів                                             |         | с. Ягільниця                 | 1898            | Розпорядження Голови Тернопільської обласної державної адміністрації від 26.05.1997 р. № 209        |
| 8 | Пам’ятний знак воїнам-землякам, які загинули в роки Другої світової війни                 | 1975 р. | с. Ягільниця                 | 823             | Рішення виконкому Тернопільської обласної ради від 22.03.1971 р. № 147                              |

## Пам'ятки монументального мистецтва
| № | Назва                                                               | Дата    | Адреса       | Охоронний номер | Документ про взяття на облік                                           |
| - | ------------------------------------------------------------------- | ------- | ------------ | --------------- | ---------------------------------------------------------------------- |
| 1 | Пам’ятник поету, письменнику, художнику Шевченку Тарасу Григоровичу | 1959 р. | с. Мухавка   | 763             | Рішення виконкому Тернопільської обласної ради від 22.03.1971 р. № 147 |
| 2 | Пам’ятник поету, письменнику, художнику Шевченку Тарасу Григоровичу | 1960 р. | с. Сосулівка | 639             | Рішення виконкому Тернопільської обласної ради від 22.03.1971 р. № 147 |